# 정지찬
정지찬(1972년 2월 8일 ~ )은 대한민국의 싱어송라이터, 음악 프로듀서이다.

## 학력
- 난우국민학교 졸업
- 남강중학교 졸업
- 성보고등학교 졸업
- 홍익대학교 전자전산기공학과 학사

## 경력
- 1996년 제8회 유재하 음악경연대회 대상 수상
- 1997년 자화상(나원주, 정지찬) 1집 발표 (대표곡: 나의 고백)
- 1998년 자화상(나원주, 정지찬) 2집 발표 (대표곡: 네가 내리는 날)
- 2003년 Hue 앨범 발표 (대표곡: 기억이... 눈물이...)
- 2005년 정지찬 'one man'앨범 발표 (대표곡: 눈사람)
- 2007년 '주식회사'(김현철, 심현보, 정지찬, 이한철) 활동
- 2010년 원모어찬스(정지찬, 박원)앨범 발표